# Жанайдар
Жанайдар — археологические памятники эпохи раннего железа. Расположены на территории Улытауского района Улытауской области, на берегу реки Каракенгир, в 350 м к югу от зимовья Жанайдар. Исследованы в 1961 году Центрально-Казахстанской экспедицией (руководитель А.Оразбаев). Ритуальные памятники носят элементы тасмолинской культуры (7—6 вв. до н. э.). Основной курган представляет собой каменную насыпь диаметром 8, высотовй 0,6 метров. К востоку от него расположен малый курган с отходящими в восточном направлении дугообразными каменными грядами («усами»). Кам. гряды имеют на концах округлые в плане выкладки. Длина северной каменной гряды 95, юж. — 102 метра, ширина — 1,7 метров. В этой местности найдены зубы лошади, фрагменты 2 глиняных сосудов, бронзовые застежки от конской утвари. Памятники не относятся к погребальным сооружениям; курганы связаны с поминальным ритуалом — жертвоприношением коня солнцу.